# Nadelgehölz-Blütenspanner
Der Nadelgehölz-Blütenspanner (Eupithecia tantillaria), auch Fichten-Blütenspanner genannt, ist ein Schmetterling (Nachtfalter) aus der Familie der Spanner (Geometridae).

## Merkmale

### Falter
Die Falter erreichen eine Flügelspannweite von 14 bis 22 Millimetern. Die schmalen Vorderflügel besitzen in der Regel eine glänzende hellgraue Grundfarbe mit dunkelgrauen bis bräunlichen gewellten Linien, die sich auf den Hinterflügeln fortsetzen, einen deutlichen, meist gestreckten Mittelfleck und haben längs des Saumes eine schmale, helle Binde, die dunkel begrenzt ist. Zuweilen kommen auch verdunkelte Exemplare mit weniger markanten Zeichnungselementen vor. Auf den Hinterflügeln befindet sich eine gewinkelte Mittellinie.

### Raupe
Die Raupen sind hellbraun bis schokoladenbraun gefärbt und besitzen einen breiten dunklen Rückenstreifen. Dadurch ähneln sie in gewisser Weise abgestorbenen, vertrockneten Nadeln und sind so auf ihren Wirtsnadelbäumen unauffällig und vor Fressfeinden gut geschützt.

### Ähnliche Arten
Eupithecia analoga lebt ebenfalls in Nadelwäldern und hat ähnliche Zeichnungselemente wie tantillaria, ist jedoch am größeren und runderen Diskalfleck auf den Vorderflügeln sowie der gleichmäßig gerundeten Mittellinie auf den etwas dunkleren Hinterflügeln zu unterscheiden.
Wie bei vielen Blütenspanner-Arten sollte eine zuverlässige Bestimmung durch Spezialisten erfolgen, und auch eine genitalmorphologische Analyse ist zur eindeutigen Zuordnung anzuraten.

## Geographische Verbreitung und Vorkommen
Die Verbreitung reicht von Westeuropa und den Britischen Inseln östlich bis Russland, in die Ukraine, nach Georgien und ins Altai-Gebirge. In Fennoskandinavien dringt die Art bis nach Lappland vor, sie fehlt jedoch auf Island. Die südliche Ausbreitung umfasst Italien, die  Balkanhalbinsel, die Türkei, Kleinasien und den Kaukasus. Der Nadelgehölz-Blütenspanner fehlt hingegen im Süden und in der Mitte Spaniens, in Portugal und auf den Mittelmeerinseln. Die Art ist in Gebieten mit Nadelholzbestand teilweise häufig. In den Alpen steigt sie bis zur Baumgrenze.

## Lebensweise
Die Falter sind dämmerungs- und nachtaktiv. Sie saugen zuweilen an feuchten Stellen am Waldboden oder an den Blüten verschiedener Doldenblütlerarten (Apiaceae) und erscheinen in beiden Geschlechtern auch an künstlichen Lichtquellen. Hauptflugzeit sind die Monate April bis Juni. Im Süden fliegt zuweilen eine zweite Generation im August. Die Raupen leben überwiegend im Juni und Juli und ernähren sich in erster Linie von den frischen Nadeln von Fichten (Picea abiesis), Lärchen (Larix decidua) oder Douglasien (Pseudotsuga menziesii). Die Puppen überwintern.

## Gefährdung
In Deutschland ist der Nadelgehölz-Blütenspanner weit verbreitet und meist nicht selten. Auf der Roten Liste gefährdeter Arten wird er deshalb als nicht gefährdet geführt.